# Phelister geijskesi
Phelister geijskesi är en skalbaggsart som beskrevs av Kanaar 1997. Phelister geijskesi ingår i släktet Phelister och familjen stumpbaggar. Inga underarter finns listade i Catalogue of Life.